# Carnac
Carnac, Bretons: Karnag, is een gemeente aan de zuidkust van Bretagne in Frankrijk. De gemeente ligt in het departement Morbihan en in het arrondissement Lorient. De gemeente telde 4.215 inwoners op 1 januari 2022.
De plaats is bekend vanwege de talrijke prehistorische monumenten die in de omgeving te vinden zijn. Deze monumenten bestaan uit grote stenen of megalieten, in patronen of afzonderlijk opgetrokken.

## Bezienswaardigheden en toerisme
Omdat zich in de nabijheid de belangrijkste monumenten van de megalithische cultuur bevinden, wordt Carnac ook de hoofdstad van Bretagne van vóór onze tijdrekening genoemd. Met Carnac-Plage is Carnac echter ook een herstellingsoord met een gezond klimaat, alsmede het centrum van thalassotherapie.

### Megalieten
Bekende steenpatronen in Carnac zijn die van Le Menec en Kermario. In totaal resteren er nu nog ongeveer 2600 van de oorspronkelijke naar schatting 11.000 stenen. Er wordt onderscheid gemaakt tussen alleenstaande stenen, zoals in Frankrijk de menhirs, steencirkels, in Groot-Brittannië de cromlechs en grafheuvels: dolmens of tumuli. Vermoedelijk zijn deze stenen monumenten verbonden met prehistorische sjamanistische rituelen en werd rond 5000 v.Chr. begonnen met de bouw ervan. Daarmee zijn het de oudste bouwwerken in Europa.
Aangenomen wordt dat veel van deze monumenten waren gekoppeld aan rituelen rond de zon en de maan. Het waren zo goed als zeker ook een soort kalenders. De Kelten, die rond 400 v.Chr. in dit deel van Europa arriveerden, maakten gebruik van deze monumenten voor hun religieuze ceremoniën.

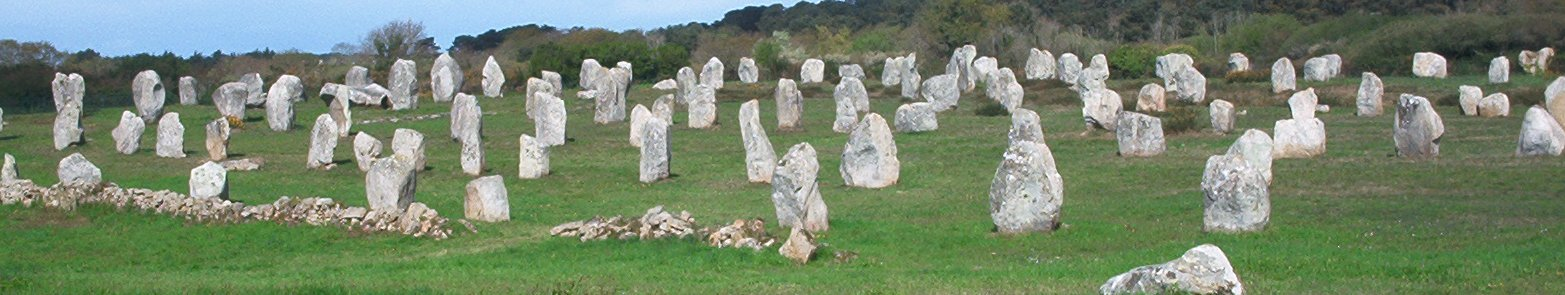
Menhirveld van 'Le Menec'

### Carnac-Plage
Carnac-Plage ligt slechts 3 km ten zuidoosten van de kruising van Plouharnel aan de Baie de Quiberon.  Het strand voor Carnac-Plage is erg voorlandig. Als men 300 à 500 meter de zee in loopt, staat men bij laag water nog altijd slechts tot de borst in het water.

## Geografie
De oppervlakte van Carnac bedroeg op 1 januari 2022 32,71 vierkante kilometer; de bevolkingsdichtheid was toen 128,9 inwoners per km².
De onderstaande kaart toont de ligging van Carnac met de belangrijkste infrastructuur en aangrenzende gemeenten.

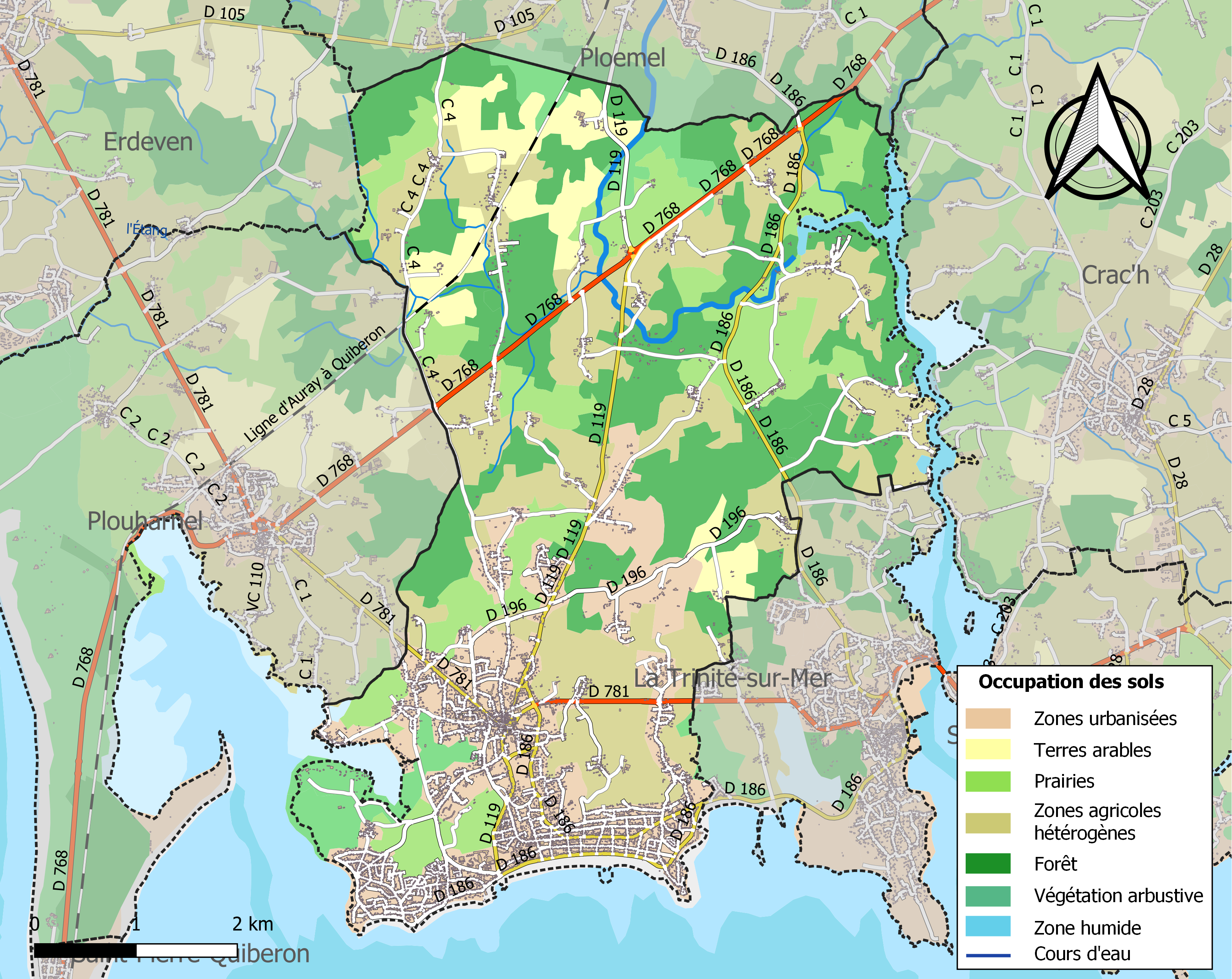

## Verkeer
Het spoorwegstation Plouharnel-Carnac ligt in de aanpalende gemeente Plouharnel.

## Demografie
Onderstaande figuur toont het verloop van het inwonertal, bron: INSEE-tellingen. 

## Partnersteden
- Illertissen Duitsland